# Sangoné Sarr
Sangoné Sarr (sinh ngày 7 tháng 7 năm 1992 ở Dakar) là một cầu thủ bóng đá người Sénégal thi đấu cho FC Zürich tại Giải bóng đá vô địch quốc gia Thụy Sĩ.